# 索朗降措
索朗降措（藏語：བསོད་ནམས་འཇམ་མཚོ་，威利转写：bsod nams 'jam mtsho，?—1959年3月10日），藏族，中国四川理塘人，西藏噶厦及西藏自治区筹备委员会官员，帕巴拉·格列朗杰的哥哥。

## 生平

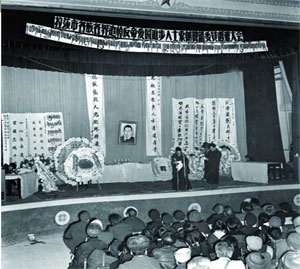
1959年3月14日，拉萨市各族各界追悼反帝爱国进步人士索朗降措委员遇难大会

索朗降措原任西藏噶厦堪穷（四品僧官）。西藏自治区筹备委员会成立后，他又成为该委员会官员。1959年3月10日，于骚乱中，在赴拉萨罗布林卡时，被群众在罗布林卡门口用石块砸死，尸体被拴在马尾巴上拖尸示众，由马拖行达2公里。
拉萨的骚乱平息后，1959年3月14日，拉萨各界为索朗降措举行了“拉萨市各族各界追悼反帝爱国进步人士索朗降措委员遇难大会”。